# Tennis bei den Asienspielen
Tennis ist seit 1958 Bestandteil der Asienspiele. Es werden in bis zu sieben Wettbewerben Medaillen vergeben. Bei den Damen und Herren gibt es jeweils einen Einzel-, Doppel- und Mannschaftswettbewerb. Dazu kommt noch ein Mixedwettbewerb.

## Herren

### Einzel
| Jahr | Ort       | Gold                | Silber           | Bronze                            |
| ---- | --------- | ------------------- | ---------------- | --------------------------------- |
| 1958 | Tokio     | Raymundo Deyro      | Felicisimo Ampon | Juan Maria Jose                   |
| 1962 | Jakarta   | Juan Maria Jose     | Atsushi Miyagi   | Osamu Ishiguro Michio Fujii       |
| 1966 | Bangkok   | Osamu Ishiguro      | Ichizo Konishi   | Taghi Akbari Jesus Hernandez      |
| 1974 | Teheran   | Toshiro Sakai       | Taghi Akbari     | Yehoshua Shalem                   |
| 1978 | Bangkok   | Atet Wijono         | Shigeyuki Nishio | Nadir Ali-Khan Tetsu Kuramitsu    |
| 1982 | Neu-Delhi | Justedjo Tarik      | Kim Choon-ho     | Liu Shuhua                        |
| 1986 | Seoul     | Yoo Jin-sun         | Kim Bong-soo     | Liu Shuhua                        |
| 1990 | Peking    | Pan Bing            | Zhang Jiuhua     | Kim Bong-soo Kim Jae-sik          |
| 1994 | Hiroshima | Pan Bing            | Yoon Yong-il     | Leander Paes Benny Wijaya         |
| 1998 | Bangkok   | Yoon Yong-il        | Satoshi Iwabuchi | Srinath Prahlad Mahesh Bhupathi   |
| 2002 | Busan     | Paradorn Srichaphan | Lee Hyung-taik   | Oleg Ogorodov Takao Suzuki        |
| 2006 | Doha      | Danai Udomchoke     | Lee Hyung-taik   | Cecil Mamiit Gō Soeda             |
| 2010 | Guangzhou | Somdev Devvarman    | Denis Istomin    | Tatsuma Itō Gō Soeda              |
| 2014 | Incheon   | Yoshihito Nishioka  | Lu Yen-hsun      | Yūichi Sugita Yuki Bhambri        |
| 2018 | Jakarta   | Denis Istomin       | Wu Yibing        | Prajnesh Gunneswaran Lee Duck-hee |
| 2022 | Hangzhou  | Zhang Zhizhen       | Yōsuke Watanuki  | Yōsuke Watanuki Hong Seong-chan   |

### Doppel
| Jahr | Ort       | Gold                                     | Silber                                | Bronze                                           |
| ---- | --------- | ---------------------------------------- | ------------------------------------- | ------------------------------------------------ |
| 1958 | Tokio     | Felicisimo Ampon Reymundo Deyro          | Miguel Dungo Juan Maria Jose          | Rupert Ferdinands Bernard Pinto                  |
| 1962 | Jakarta   | Michio Fujii Atsushi Miyagi              | Reymundo Deyro Juan Maria Jose        | Bernard Pinto Raja Praesody                      |
| 1962 | Jakarta   | Michio Fujii Atsushi Miyagi              | Reymundo Deyro Juan Maria Jose        | Miguel Dungo Guillermo Hernández (Tennisspieler) |
| 1966 | Bangkok   | Osamu Ishiguro Kōji Watanabe             | Lưu Hoàng Đức Võ Văn Bảy              | Netra Gramatica Suteraphun Koralak               |
| 1966 | Bangkok   | Osamu Ishiguro Kōji Watanabe             | Lưu Hoàng Đức Võ Văn Bảy              | Venka Dhawan Misra                               |
| 1974 | Teheran   | Kazumasa Hirai Toshiro Sakai             | Kambiz Derafshi Javan Ali Madani      | Ryoichi Mori N. Uehara                           |
| 1978 | Bangkok   | Hadiman Hadiman Justedjo Tarik           | Hsu Meilin Ku Minghua                 | Shyam Minotra Chiradip Mukerjea                  |
| 1978 | Bangkok   | Hadiman Hadiman Justedjo Tarik           | Hsu Meilin Ku Minghua                 | Pichet Boratisa Charuek Hengrasmee               |
| 1982 | Neu-Delhi | Kim Choon-ho Lee Woo-ryong               | Jeon Yeong-dae Song Dong-wook         | Liu Shuhua Ma Keqin                              |
| 1986 | Seoul     | Kim Bong-soo Yoo Jin-sun                 | Liu Shuhua Ma Keqin                   | Sulistyono Donald Wailan-Walalangi               |
| 1990 | Peking    | Meng Qianghua Xia Jiaping                | Liu Shuhua Pan Bing                   | Daniel Heryanto Bonit Wiryawan                   |
| 1990 | Peking    | Meng Qianghua Xia Jiaping                | Liu Shuhua Pan Bing                   | Lee Jin-ho Ji Seung-ho                           |
| 1994 | Hiroshima | Gaurav Natekar Leander Paes              | Chang Eui-jong Kim Chi-wan            | Donny Susetyo Teddy Tandjung                     |
| 1994 | Hiroshima | Gaurav Natekar Leander Paes              | Chang Eui-jong Kim Chi-wan            | Pan Bing Xia Jiaping                             |
| 1998 | Bangkok   | Paradorn Srichaphan Narathorn Srichaphan | Lee Hyung-taik Yoon Yong-il           | Chen Chih-jung Lin Bing-chao                     |
| 1998 | Bangkok   | Paradorn Srichaphan Narathorn Srichaphan | Lee Hyung-taik Yoon Yong-il           | Michihisa Onoda Takahiro Terachi                 |
| 2002 | Busan     | Mahesh Bhupathi Leander Paes             | Chung Hee-seok Lee Hyung-taik         | Mustafa Ghouse Vishal Uppal                      |
| 2002 | Busan     | Mahesh Bhupathi Leander Paes             | Chung Hee-seok Lee Hyung-taik         | Kim Dong-hyun Kwon Oh-hee                        |
| 2006 | Doha      | Mahesh Bhupathi Leander Paes             | Sonchat Ratiwatana Sanchai Ratiwatana | Jun Woong-sun Kim Sun-young                      |
| 2006 | Doha      | Mahesh Bhupathi Leander Paes             | Sonchat Ratiwatana Sanchai Ratiwatana | Cecil Mamiit Frederick Taino                     |
| 2010 | Guangzhou | Somdev Devvarman Sanam Singh             | Gong Maoxin Li Zhe                    | Jae Cho-soong Kim Hyun-joon                      |
| 2010 | Guangzhou | Somdev Devvarman Sanam Singh             | Gong Maoxin Li Zhe                    | Yi Chu-huan Lee Hsin-han                         |
| 2014 | Incheon   | Chung Hyeon Lim Yong-kyu                 | Saketh Myneni Sanam Singh             | Sanchai Ratiwatana Sonchat Ratiwatana            |
| 2014 | Incheon   | Chung Hyeon Lim Yong-kyu                 | Saketh Myneni Sanam Singh             | Yuki Bhambri Divij Sharan                        |
| 2018 | Jakarta   | Rohan Bopanna Divij Sharan               | Alexander Bublik Denis Jewsejew       | Shō Shimabukuro Kaito Uesugi                     |
| 2018 | Jakarta   | Rohan Bopanna Divij Sharan               | Alexander Bublik Denis Jewsejew       | Yuya Itō Yōsuke Watanuki                         |
| 2022 | Hangzhou  | Hsu Yu-hsiou Jason Jung                  | Saketh Myneni Ramkumar Ramanathan     | Pruchya Isaro Maximus Parapol Jones              |
| 2022 | Hangzhou  | Hsu Yu-hsiou Jason Jung                  | Saketh Myneni Ramkumar Ramanathan     | Hong Seong-chan Kwon Soon-woo                    |

### Mannschaft
| Jahr | Ort       | Gold                | Silber              | Bronze                     |
| ---- | --------- | ------------------- | ------------------- | -------------------------- |
| 1962 | Jakarta   | Japan               | Philippinen         | Indonesien                 |
| 1966 | Bangkok   | Japan               | Thailand            | Philippinen Iran           |
| 1974 | Teheran   | Japan               | Volksrepublik China | Pakistan                   |
| 1978 | Bangkok   | Indonesien          | Pakistan            | Volksrepublik China        |
| 1982 | Neu-Delhi | Indonesien          | Indien              | Volksrepublik China        |
| 1986 | Seoul     | Südkorea            | Volksrepublik China | Thailand                   |
| 1990 | Peking    | Volksrepublik China | Südkorea            | Indien Indonesien          |
| 1994 | Hiroshima | Indien              | Indonesien          | Japan Malaysia             |
| 1998 | Bangkok   | Südkorea            | Japan               | Indien Usbekistan          |
| 2002 | Busan     | Japan               | Südkorea            | Indonesien Usbekistan      |
| 2006 | Doha      | Südkorea            | Japan               | Chinesisch Taipeh Thailand |
| 2010 | Guangzhou | Chinesisch Taipeh   | Usbekistan          | Indien Japan               |
| 2014 | Incheon   | Kasachstan          | Volksrepublik China | Usbekistan Japan           |

## Damen

### Einzel
| Jahr | Ort       | Gold               | Silber              | Bronze                               |
| ---- | --------- | ------------------ | ------------------- | ------------------------------------ |
| 1958 | Tokio     | Sachika Kamo       | Desideria Ampon     | Liu Shang-ku                         |
| 1962 | Jakarta   | Akiko Fukui        | Reiko Miyagi        | Desideria Ampon Patricia Yngayo      |
| 1966 | Bangkok   | Lany Kaligis       | Kazuko Kuromatsu    | Lita Liem Sugiarto Phanow Sudsawasdi |
| 1974 | Teheran   | Lita Liem Sugiarto | Paulina Peisachov   | Lany Kaligis                         |
| 1978 | Bangkok   | Lee Duk-hee        | Chen Chuan          | Kiyoko Nomura Sonoe Yonezawa         |
| 1982 | Neu-Delhi | Etsuko Inoue       | Kim Soo-ok          | Yu Liqiao                            |
| 1986 | Seoul     | Li Xinyi           | Lee Jeong-soon      | Kim Soo-ok                           |
| 1990 | Peking    | Akiko Kijimuta     | Chen Li-Ling        | Park Mal-sim Kim Il-soon             |
| 1994 | Hiroshima | Kimiko Date        | Naoko Sawamatsu     | Yayuk Basuki Chen Li-Ling            |
| 1998 | Bangkok   | Yayuk Basuki       | Tamarine Tanasugarn | Li Fang Yi Jingqian                  |
| 2002 | Busan     | Iroda Toʻlaganova  | Tamarine Tanasugarn | Shinobu Asagoe Cho Yoon-jeong        |
| 2006 | Doha      | Zheng Jie          | Sania Mirza         | Li Na Aiko Nakamura                  |
| 2010 | Guangzhou | Peng Shuai         | Oqgul Omonmurodova  | Kimiko Date-Krumm Sania Mirza        |
| 2014 | Incheon   | Wang Qiang         | Luksika Kumkhum     | Eri Hozumi Misa Eguchi               |
| 2018 | Jakarta   | Wang Qiang         | Zhang Shuai         | Ankita Raina Liang En-shuo           |
| 2022 | Hangzhou  | Zheng Qinwen       | Zhu Lin             | Alexandra Eala Haruka Kaji           |

### Doppel
| Jahr | Ort       | Gold                                | Silber                           | Bronze                                |
| ---- | --------- | ----------------------------------- | -------------------------------- | ------------------------------------- |
| 1958 | Tokio     | Sachika Kamo Reiko Miyagi           | Desideria Ampon Patricia Yngayo  | Gladys Loke Chua Katherine Leong      |
| 1962 | Jakarta   | Akiko Fukui Reiko Miyagi            | Ranjani Jayasurya Tsui Yuen Yuen | Desideria Ampon Patricia Yngayo       |
| 1962 | Jakarta   | Akiko Fukui Reiko Miyagi            | Ranjani Jayasurya Tsui Yuen Yuen | Mien Suhadi Jooce Suwarimbo           |
| 1966 | Bangkok   | Lany Kaligis Lita Liem Sugiarto     | Desideria Ampon Patricia Yngayo  | Ranjani Jayasurya Wendy Molligodde    |
| 1966 | Bangkok   | Lany Kaligis Lita Liem Sugiarto     | Desideria Ampon Patricia Yngayo  | Park Jong-bok Yang Jeong-soon         |
| 1974 | Teheran   | Toshiko Sade Kayoko Fukuoka         | Lee Duk-hee Lee Soon-oh          | Hideko Goto Kimiyo Yagahara           |
| 1978 | Bangkok   | Lee Duk-hee Yang Jeong-soon         | Kimiyo Hatanaka Kiyoko Nomura    | Suthasini Sirikaya Sirikanya Hoonsiri |
| 1978 | Bangkok   | Lee Duk-hee Yang Jeong-soon         | Kimiyo Hatanaka Kiyoko Nomura    | Chen Chuan Yu Liqiao                  |
| 1982 | Neu-Delhi | Kim Nam-sook Shin Soon-ho           | Kazuko Ito Junko Kimura          | Etsuko Inoue Masako Yanagi            |
| 1986 | Seoul     | Suzanna Wibowo Yayuk Basuki         | Kim Il-soon Lee Jeong-soon       | Park Yang-ja Shin Soon-ho             |
| 1990 | Peking    | Yayuk Basuki Suzanna Wibowo         | Kim Il-soon Lee Jeong-myung      | Irawati Moerid Lukky Tedjamukti       |
| 1990 | Peking    | Yayuk Basuki Suzanna Wibowo         | Kim Il-soon Lee Jeong-myung      | Akiko Kijimuta Nana Miyagi            |
| 1994 | Hiroshima | Kyōko Nagatsuka Ai Sugiyama         | Chen Li-Ling Li Fang             | Choi Ju-yeon Park Sung-hee            |
| 1994 | Hiroshima | Kyōko Nagatsuka Ai Sugiyama         | Chen Li-Ling Li Fang             | Mana Endō Nana Miyagi                 |
| 1998 | Bangkok   | Chen Li-Ling Li Fang                | Cho Yoon-jeong Park Sung-hee     | Rika Hiraki Nana Miyagi               |
| 1998 | Bangkok   | Chen Li-Ling Li Fang                | Cho Yoon-jeong Park Sung-hee     | Yi Jingqian Li Li                     |
| 2002 | Busan     | Choi Young-ja Kim Mi-ok             | Wynne Prakusya Angelique Widjaja | Miho Saeki Yuka Yoshida               |
| 2002 | Busan     | Choi Young-ja Kim Mi-ok             | Wynne Prakusya Angelique Widjaja | Akiko Morigami Saori Obata            |
| 2006 | Doha      | Yan Zi Zheng Jie                    | Chan Yung-jan Chuang Chia-jung   | Ryoko Fuda Tomoko Yonemura            |
| 2006 | Doha      | Yan Zi Zheng Jie                    | Chan Yung-jan Chuang Chia-jung   | Li Ting Sun Tiantian                  |
| 2010 | Guangzhou | Chan Yung-jan Chuang Chia-jung      | Chang Kai-chen Hsieh Su-wei      | Peng Shuai Yan Zi                     |
| 2010 | Guangzhou | Chan Yung-jan Chuang Chia-jung      | Chang Kai-chen Hsieh Su-wei      | Kim So-jung Lee Jin-a                 |
| 2014 | Incheon   | Luksika Kumkhum Tamarine Tanasugarn | Hsieh Su-wei Chan Chin-wei       | Chan Hao-ching Chan Yung-jan          |
| 2014 | Incheon   | Luksika Kumkhum Tamarine Tanasugarn | Hsieh Su-wei Chan Chin-wei       | Sania Mirza Prarthana Thombare        |
| 2018 | Jakarta   | Xu Yifan Yang Zhaoxuan              | Chan Hao-ching Latisha Chan      | Gösäl Ainitdinowa Anna Danilina       |
| 2018 | Jakarta   | Xu Yifan Yang Zhaoxuan              | Chan Hao-ching Latisha Chan      | Miyu Katō Makoto Ninomiya             |
| 2022 | Hangzhou  | Chan Hao-ching Latisha Chan         | Lee Ya-hsuan Liang En-shuo       | Back Da-yeon Jeong Bo-young           |
| 2022 | Hangzhou  | Chan Hao-ching Latisha Chan         | Lee Ya-hsuan Liang En-shuo       | Aldila Sutjiadi Janice Tjen           |

### Mannschaft
| Jahr | Ort       | Gold                | Silber              | Bronze                                |
| ---- | --------- | ------------------- | ------------------- | ------------------------------------- |
| 1962 | Jakarta   | Japan               | Indonesien          | Philippinen                           |
| 1966 | Bangkok   | Indonesien          | Japan               | Philippinen Ceylon                    |
| 1974 | Teheran   | Südkorea            | Volksrepublik China | Japan                                 |
| 1978 | Bangkok   | Japan               | Südkorea            | Indonesien                            |
| 1982 | Neu-Delhi | Südkorea            | Volksrepublik China | Japan                                 |
| 1986 | Seoul     | Volksrepublik China | Südkorea            | Indonesien                            |
| 1990 | Peking    | Japan               | Indonesien          | Volksrepublik China Südkorea          |
| 1994 | Hiroshima | Japan               | Indonesien          | Volksrepublik China Chinesisch Taipeh |
| 1998 | Bangkok   | Chinesisch Taipeh   | Volksrepublik China | Indonesien Japan                      |
| 2002 | Busan     | Indonesien          | Japan               | Chinesisch Taipeh Südkorea            |
| 2006 | Doha      | Chinesisch Taipeh   | Indien              | Japan Usbekistan                      |
| 2010 | Guangzhou | Volksrepublik China | Chinesisch Taipeh   | Japan Thailand                        |
| 2014 | Incheon   | Chinesisch Taipeh   | Volksrepublik China | Japan Kasachstan                      |

## Mixed
| Jahr | Ort       | Gold                                  | Silber                             | Bronze                                 |
| ---- | --------- | ------------------------------------- | ---------------------------------- | -------------------------------------- |
| 1958 | Tokio     | Reiko Miyagi Yoshihisa Shibata        | Patricia Yngayo Miguel Dungo       | Desideria Ampon Felicisimo Ampon       |
| 1962 | Jakarta   | Akiko Fukui Koji Watanabe             | Reiko Miyagi Michio Fujii          | Desideria Ampon Miguel Dungo           |
| 1962 | Jakarta   | Akiko Fukui Koji Watanabe             | Reiko Miyagi Michio Fujii          | Jooce Suwarimbo Sofyan Mudjirat        |
| 1966 | Bangkok   | Reiko Miyagi Koji Watanabe            | Patricia Yngayo Federico Deyro     | Lany Kaligis Soen Houw Goto            |
| 1966 | Bangkok   | Reiko Miyagi Koji Watanabe            | Patricia Yngayo Federico Deyro     | Lita Liem Sugiarto Sutarjo Sugiarto    |
| 1974 | Teheran   | Paulina Peisachov Yair Wertheimer     | Chang J.H. Hsu Meilin              | Kimiyo Yagahara Ryoichi Mori           |
| 1978 | Bangkok   | Suthasini Sirikaya Charuek Hengrasmee | Matsuko Matsushima Etsuo Uchiyama  | Ayi Sutarno Hadiman Hadiman            |
| 1978 | Bangkok   | Suthasini Sirikaya Charuek Hengrasmee | Matsuko Matsushima Etsuo Uchiyama  | Kimiyo Hatanaka Shigeyuki Nishio       |
| 1982 | Neu-Delhi | Shin Soon-ho Kim Choon-ho             | Etsuko Inoue Ichiro Nakanishi      | Masako Yanagi Yoshitomo Ohnishi        |
| 1986 | Seoul     | Lee Jeong-soon Yoo Jin-sun            | Zhong Ni You Wei                   | Suzanna Wibowo Tintus Wibowo           |
| 1990 | Peking    | Yayuk Basuki Hary Suharyadi           | Kim Il-soon Yoo Jin-sun            | Suzanna Wibowo Bonit Wiryawan          |
| 1990 | Peking    | Yayuk Basuki Hary Suharyadi           | Kim Il-soon Yoo Jin-sun            | Orawan Thampensri Vittaya Samrej       |
| 1994 | Hiroshima | Li Fang Xia Jiaping                   | Nana Miyagi Ryuso Tsujino          | Kyōko Nagatsuka Gōichi Motomura        |
| 1994 | Hiroshima | Li Fang Xia Jiaping                   | Nana Miyagi Ryuso Tsujino          | Choi Ju-yeon Chang Eui-jong            |
| 1998 | Bangkok   | Nana Miyagi Satoshi Iwabuchi          | Choi Ju-yeon Kim Dong-hyun         | Li Fang Li Si                          |
| 1998 | Bangkok   | Nana Miyagi Satoshi Iwabuchi          | Choi Ju-yeon Kim Dong-hyun         | Nirupama Vaidyanathan Mahesh Bhupathi  |
| 2002 | Busan     | Janet Lee Lu Yen-hsun                 | Manisha Malhotra Mahesh Bhupathi   | Sania Mirza Leander Paes               |
| 2002 | Busan     | Janet Lee Lu Yen-hsun                 | Manisha Malhotra Mahesh Bhupathi   | Iroda Toʻlaganova Oleg Ogorodov        |
| 2006 | Doha      | Sania Mirza Leander Paes              | Akiko Morigami Satoshi Iwabuchi    | Sun Tiantian Yu Xinyuan                |
| 2006 | Doha      | Sania Mirza Leander Paes              | Akiko Morigami Satoshi Iwabuchi    | Hsieh Su-wei Lu Yen-hsun               |
| 2010 | Guangzhou | Chan Yung-jan Yang Tsung-hua          | Sania Mirza Vishnu Vardhan         | Tamarine Tanasugarn Sanchai Ratiwatana |
| 2010 | Guangzhou | Chan Yung-jan Yang Tsung-hua          | Sania Mirza Vishnu Vardhan         | Yurika Sema Hiroki Kondō               |
| 2014 | Incheon   | Sania Mirza Saketh Myneni             | Chan Hao-ching Peng Hsien-yin      | Shūko Aoyama Yūichi Sugita             |
| 2014 | Incheon   | Sania Mirza Saketh Myneni             | Chan Hao-ching Peng Hsien-yin      | Zheng Jie Zhang Ze                     |
| 2018 | Jakarta   | Aldila Sutjiadi Christopher Rungkat   | Luksika Kumkhum Sonchat Ratiwatana | Erina Hayashi Kaito Uesugi             |
| 2018 | Jakarta   | Aldila Sutjiadi Christopher Rungkat   | Luksika Kumkhum Sonchat Ratiwatana | Anna Danilina Alexander Nedowessow     |
| 2022 | Hangzhou  | Rutuja Bhosale Rohan Bopanna          | Liang En-shuo Huang Tsung-hao      | Chan Hao-ching Hsu Yu-hsiou            |
| 2022 | Hangzhou  | Rutuja Bhosale Rohan Bopanna          | Liang En-shuo Huang Tsung-hao      | Alexandra Eala Francis Alcantara       |

## Medaillenspiegel
| Platz | Land                | Gold | Silber | Bronze | Gesamt |
| ----- | ------------------- | ---- | ------ | ------ | ------ |
| 01    | Japan               | 27   | 19     | 39     | 85     |
| 02    | Südkorea            | 16   | 20     | 19     | 55     |
| 03    | Volksrepublik China | 15   | 19     | 19     | 53     |
| 04    | Indonesien          | 15   | 5      | 22     | 42     |
| 05    | Indien              | 10   | 7      | 17     | 34     |
| 06    | Chinesisch Taipeh   | 9    | 9      | 9      | 27     |
| 07    | Thailand            | 5    | 5      | 9      | 19     |
| 08    | Philippinen         | 3    | 9      | 15     | 27     |
| 09    | Usbekistan          | 2    | —      | 4      | 6      |
| 10    | Kasachstan          | 1    | 1      | 3      | 5      |
| 11    | Israel              | 1    | 1      | 1      | 3      |
| 12    | Iran                | —    | 2      | 2      | 4      |
| 13    | Sri Lanka           | —    | 1      | 4      | 5      |
| 14    | Pakistan            | —    | 1      | 2      | 3      |
| 15    | Hongkong            | —    | 1      | —      | 1      |
| 15    | Südvietnam          | —    | 1      | —      | 1      |
| 17    | Malaysia            | —    | —      | 2      | 2      |